# 莫伯日
莫伯日（法語：Maubeuge，法語發音：[mobøʒ]），法国北部城市，上法兰西大区北部省的一个市镇，隶属于埃尔普河畔阿韦讷区，其市镇面积为18.9平方公里，2022年1月1日时人口数量为28,879人，在法国城市中排名第277位。
莫伯日位于诺尔省东部，桑布尔河畔，距离比利时边境大约6公里，是这一地区的中心城市。莫伯日因其城墙和历史上的多次围城战而闻名，近现代因运河及铁路而发展成为工业城市，二战时期被纳粹德军炸毁，莫伯日一度被称为“美丽的伤疤”（la belle balafrée），其战后重建工程持续至20世纪90年代。

## 地名来源
“莫伯日”一名来源于其拉丁语名称，该名与日耳曼人物马尔博杜斯（Malbodus）有关，后者生平不详。

## 历史

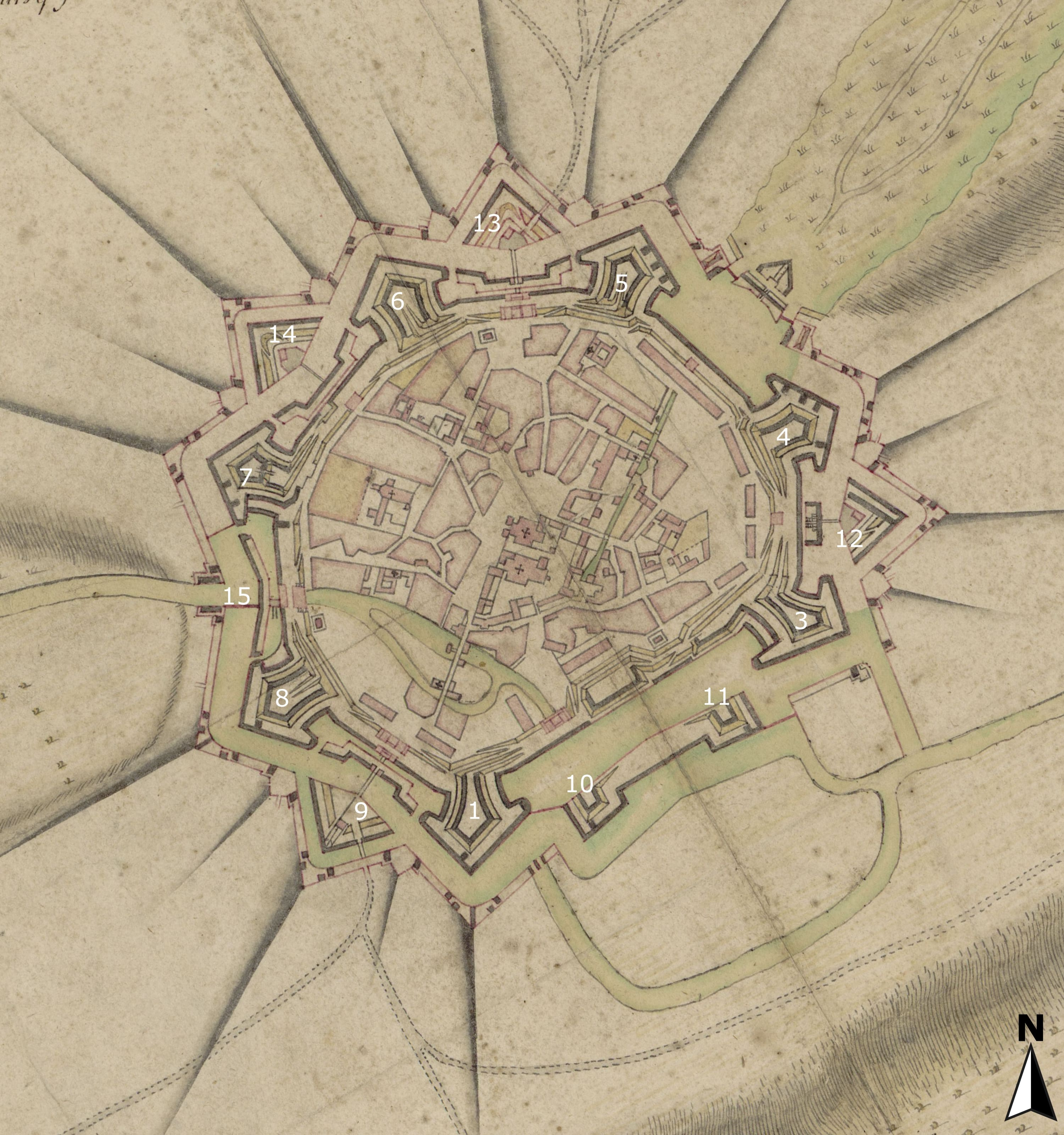
1689年的莫伯日地图

高卢-罗马时期，莫伯日所在的桑布尔河谷中出现了村落，被称为。公元661年，天主教圣人阿尔德贡德在此建立了一处修道院，其附近逐渐形成城镇。公元9世纪时，维京人入侵此地，修道院被毁。中世纪中期，莫伯日为埃诺伯国的一部分，莫伯日附近出现了织布作坊，但由于埃诺伯爵约翰一世的苛税，当地的纺织手工业在13世纪以后逐渐衰败。中世纪末期，埃诺在哈布斯堡、勃艮第、奥地利以及西属尼德兰之间几经转手，最终在《尼美根條約》签订后由法兰西王国继承。此后，在路易十四的要求下，军事工程师沃邦在此修建了莫伯日城墙。法国大革命后，莫伯日成为诺尔省的一个市镇。工业革命期间，随着运河及铁路的建成，桑布尔河谷成为瓦隆煤矿区连接外港的重要通道，莫伯日逐渐发展成为一座工业城市。1914年8月底，普鲁士军队在莫伯日发起围城战，最终造成普法双方近5,000人遇难。莫伯日在1928年成为马奇诺防线的一部分，但在1940年再次遭到了纳粹德军的轰炸。二战后，莫伯日逐渐恢复重建。20世纪末随着煤矿企业的关闭，莫伯日大量人口失业，当地出现了较为严重的社会问题。

## 地理

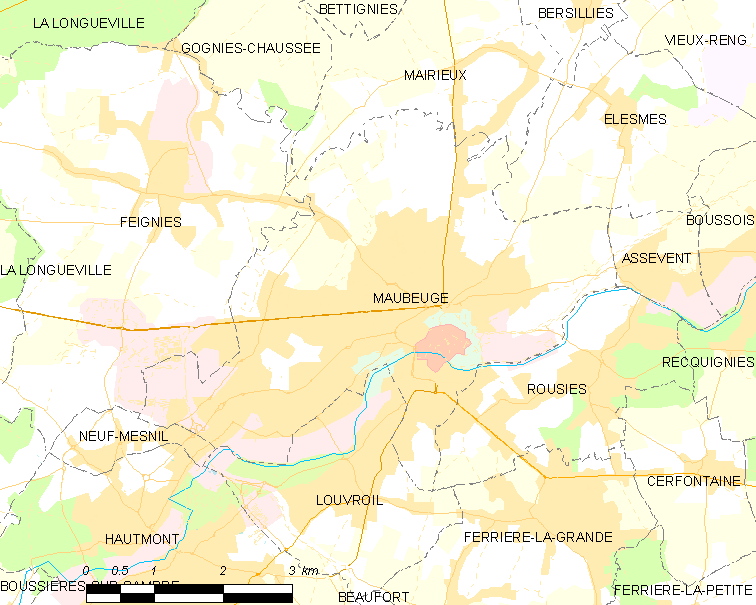
莫伯日市镇范围地图

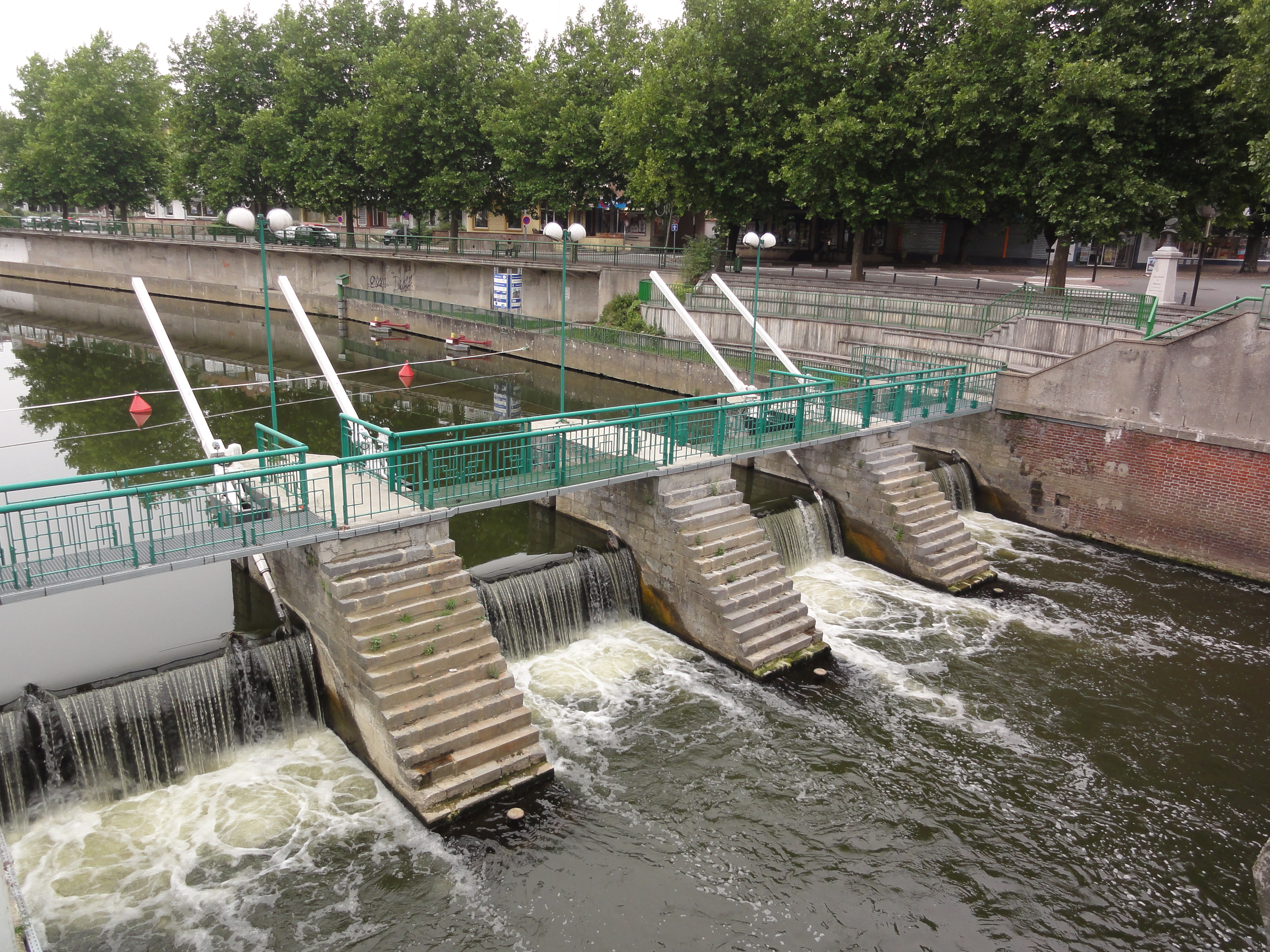
桑布尔河上的水闸

莫伯日位于法国北部，上法兰西大区东北部和诺尔省东部，距离省会里尔大约87公里。与莫伯日接壤的市镇包括：迈里约、阿斯旺、埃莱姆、费尼、戈尼绍塞、卢夫鲁瓦勒、讷夫梅尼勒、鲁西。

### 地形
莫伯日位于桑布尔河河谷中，境内地势平坦，全境海拔在122到167米之间。

### 水文
桑布尔河自西南向东北流经境内，该河是默兹河的左岸支流。

### 植被
莫伯日属于温带落叶林区，市区内的林地主要分布于桑德尔河两岸、莫伯日动物园以及城墙遗址公园内，均常年免费向公众开放。

### 气候
莫伯日在柯本气候分类法中属于温带海洋性气候，偶尔受到大陆气团的影响。2008年8月3日，桑布尔河谷突发龙卷风，造成3人遇难、18人受伤，多处房屋及建筑被毁。
莫伯日境内设有气象站，以下为该气象站的数据（其中日照数据取自里尔）：
| 莫伯日1981年－2019年 | 莫伯日1981年－2019年 | 莫伯日1981年－2019年 | 莫伯日1981年－2019年 | 莫伯日1981年－2019年 | 莫伯日1981年－2019年 | 莫伯日1981年－2019年 | 莫伯日1981年－2019年 | 莫伯日1981年－2019年 | 莫伯日1981年－2019年 | 莫伯日1981年－2019年 | 莫伯日1981年－2019年 | 莫伯日1981年－2019年 | 莫伯日1981年－2019年 |
| 月份                 | 1月                  | 2月                  | 3月                  | 4月                  | 5月                  | 6月                  | 7月                  | 8月                  | 9月                  | 10月                 | 11月                 | 12月                 | 全年                 |
| -------------------- | -------------------- | -------------------- | -------------------- | -------------------- | -------------------- | -------------------- | -------------------- | -------------------- | -------------------- | -------------------- | -------------------- | -------------------- | -------------------- |
| 历史最高温 °C（°F）  | 15 (59)              | 18 (64)              | 21.6 (70.9)          | 29.5 (85.1)          | 32 (90)              | 33.5 (92.3)          | 35.5 (95.9)          | 37.5 (99.5)          | 31.5 (88.7)          | 25.6 (78.1)          | 19.5 (67.1)          | 17 (63)              | 37.5 (99.5)          |
| 平均高温 °C（°F）    | 5.8 (42.4)           | 6.9 (44.4)           | 10.6 (51.1)          | 14.2 (57.6)          | 18.7 (65.7)          | 21.3 (70.3)          | 23.6 (74.5)          | 23.7 (74.7)          | 19.8 (67.6)          | 15.5 (59.9)          | 9.5 (49.1)           | 6.6 (43.9)           | 14.7 (58.5)          |
| 日均气温 °C（°F）    | 3.2 (37.8)           | 3.7 (38.7)           | 6.7 (44.1)           | 9.4 (48.9)           | 13.6 (56.5)          | 16.2 (61.2)          | 18.5 (65.3)          | 18.4 (65.1)          | 15.1 (59.2)          | 11.5 (52.7)          | 6.5 (43.7)           | 4.2 (39.6)           | 10.6 (51.1)          |
| 平均低温 °C（°F）    | 0.6 (33.1)           | 0.6 (33.1)           | 2.8 (37.0)           | 4.6 (40.3)           | 8.6 (47.5)           | 11.1 (52.0)          | 13.4 (56.1)          | 13.1 (55.6)          | 10.3 (50.5)          | 7.6 (45.7)           | 3.6 (38.5)           | 1.7 (35.1)           | 6.5 (43.7)           |
| 历史最低温 °C（°F）  | −17.5 (0.5)          | −13.7 (7.3)          | −7.5 (18.5)          | −5.7 (21.7)          | −1 (30)              | 1.9 (35.4)           | 6.5 (43.7)           | 5 (41)               | 2.4 (36.3)           | −5 (23)              | −11.5 (11.3)         | −11 (12)             | −17.5 (0.5)          |
| 平均降水量 mm（）    | 81.1 (3.19)          | 64.7 (2.55)          | 80.8 (3.18)          | 54.7 (2.15)          | 70.9 (2.79)          | 79.1 (3.11)          | 71.2 (2.80)          | 73.1 (2.88)          | 61.8 (2.43)          | 79.5 (3.13)          | 78.8 (3.10)          | 85.1 (3.35)          | 880.8 (34.68)        |
| 月均日照時數         | 65.5                 | 70.7                 | 121.1                | 172.2                | 193.9                | 206                  | 211.3                | 199.5                | 151.9                | 114.4                | 61.4                 | 49.6                 | 1,617.5              |
| 来源：infoclimat.com |                      |                      |                      |                      |                      |                      |                      |                      |                      |                      |                      |                      |                      |

## 行政区划
莫伯日是法国上法兰西大区诺尔省的一个市镇，编号为59392。莫伯日隶属于埃尔普河畔阿韦讷区，管理莫伯日县，同时也是莫伯日-桑布尔谷城市圈公共社区的办公驻地。
莫伯日市镇被划为12个街区，并实行街区自治制度。
法国国家统计与经济研究所（简称）在进行数据统计时，将莫伯日及相邻的另外21个市镇设为莫伯日城市核心区，并将包括核心区在内的周边共55个市镇划为莫伯日城市区（另有部分区域位于比利时境内）。同时，还将莫伯日市镇分为了15个“块区”（IRIS），以便于统计人口分布情况。

## 交通

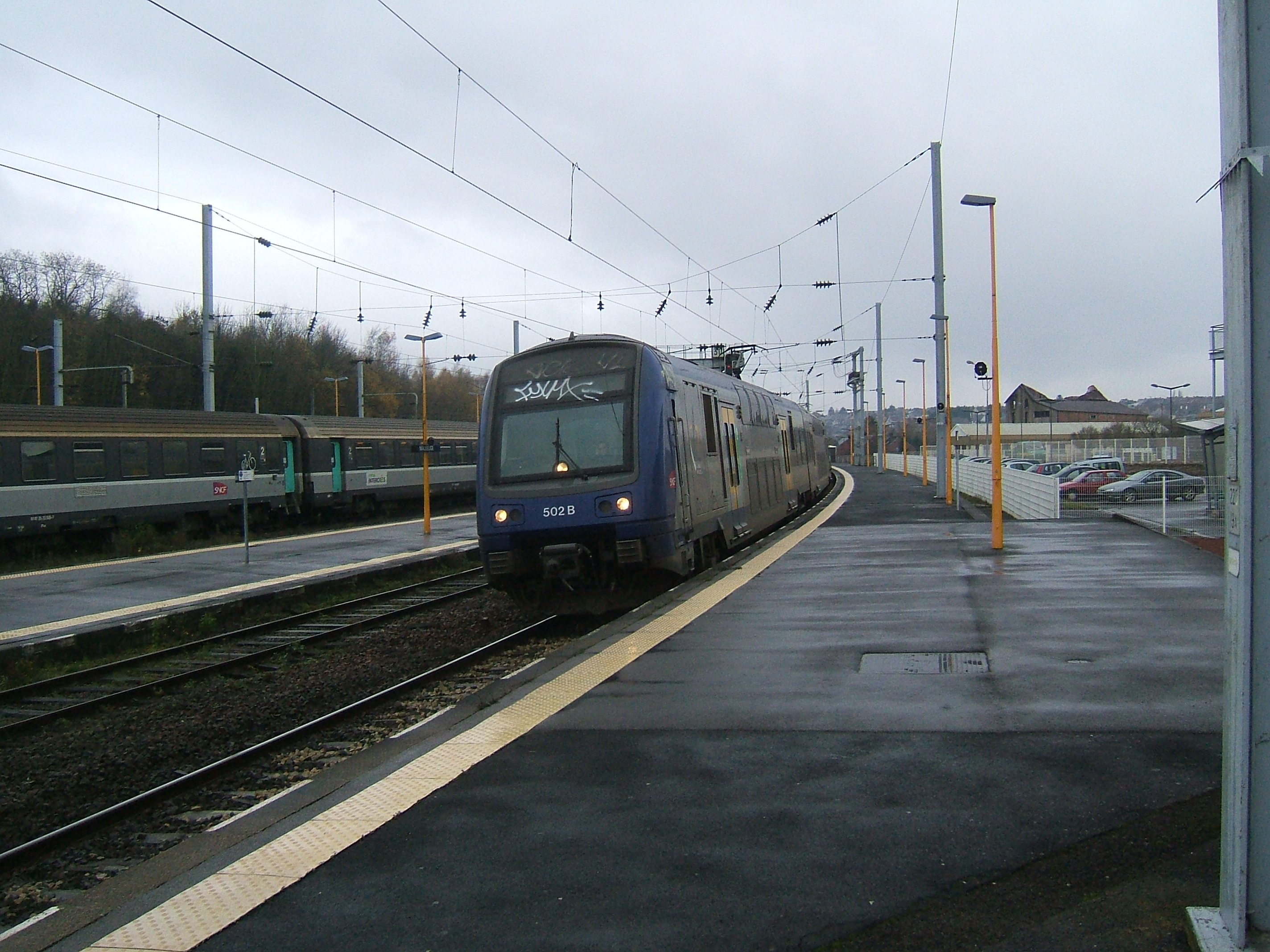
莫伯日火车站内的列车

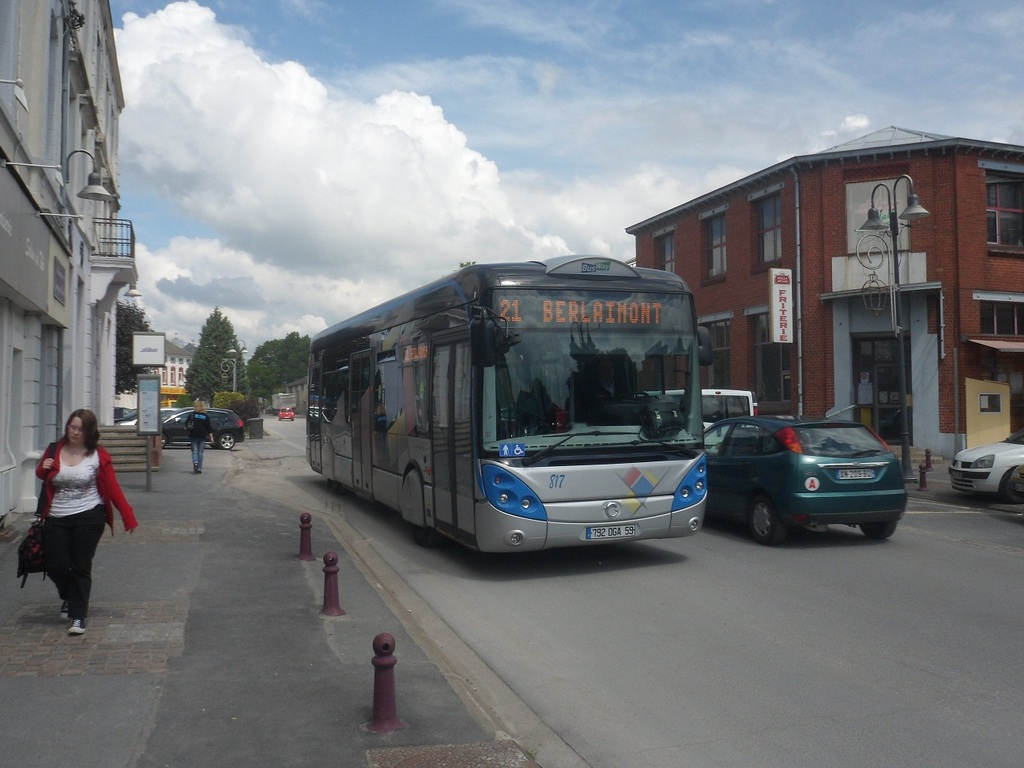
莫伯日公交

### 公路
法国国道N2线和多条诺尔省省道在莫伯日境内交汇。上法兰西大区下属的城际客运提供巴士线路，可前往巴韦、埃尔普河畔阿韦讷、费勒里等地。
2017年，64.8%的莫伯日家庭拥有至少一辆的私人汽车。2018年，莫伯日境内共发生各类交通事故3起，造成2人遇难，1人受伤。

### 铁路
莫伯日位于克雷伊－热蒙铁路上。莫伯日站位于市区南部，是一个综合性的交通枢纽，该站停靠巴黎—莫伯日和里尔—热蒙两条线路的区域列车，少量班次可前往比利时境内。
除此之外，莫伯日境内还有林下站，因地处同名街区而得名，是一个无人看守的通勤车站，供当地居民通勤使用。

### 航空
距离莫伯日最近的民用航空站为里尔机场，距离莫伯日市中心的公路里程约85公里。

### 城市公共交通
莫伯日城市公共交通（商业名称为）是当地的城市公共交通系统。截至2020年11月，该系统共包括11条公交线路（周日及节假日减少至4条并重新编号），路网覆盖了莫伯日市区内的主要街道和居民区。

## 政治

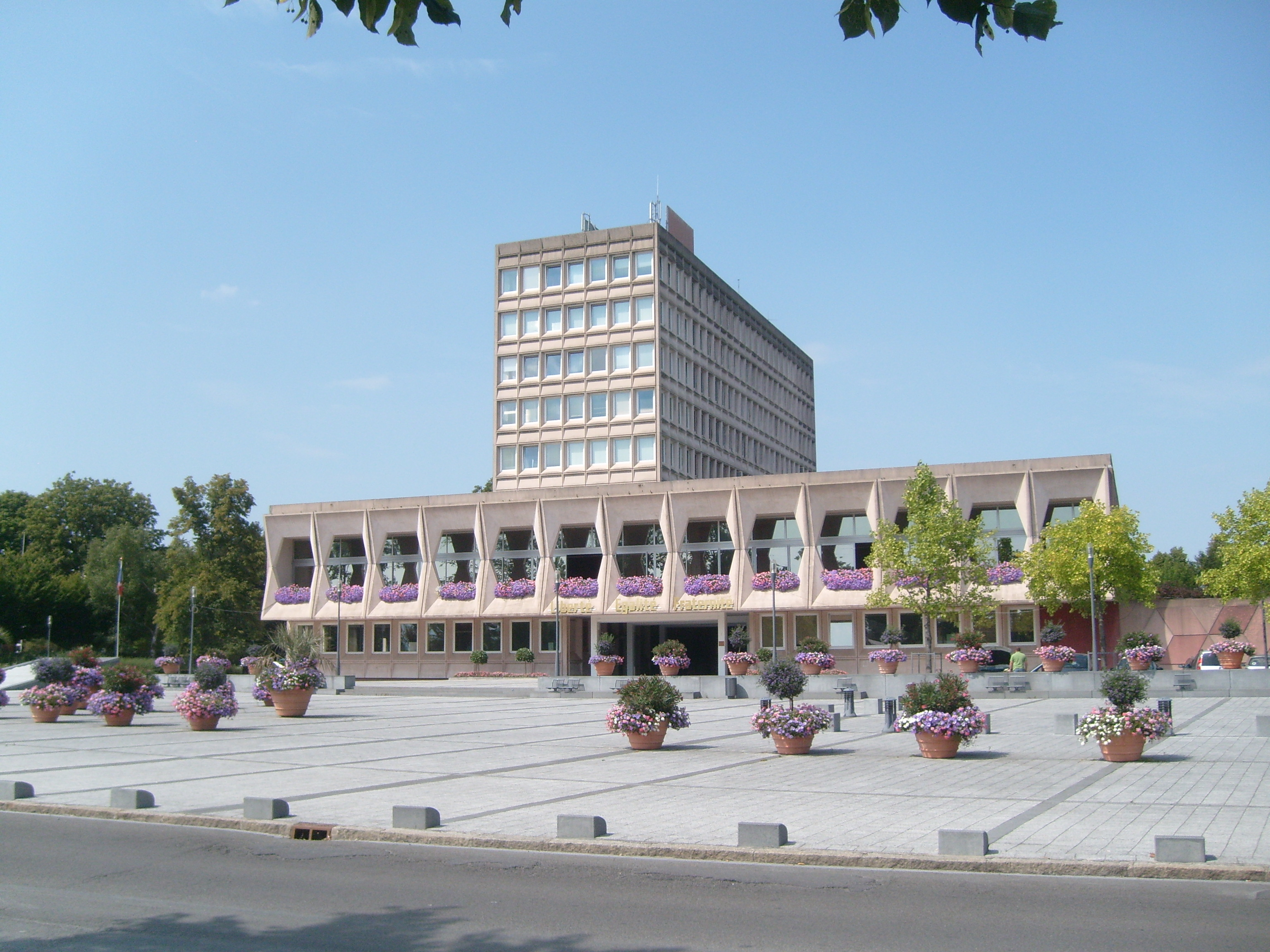
莫伯日市政厅

莫伯日的现任市长为阿诺·德卡尼先生（Arnaud Decagny），他是民主人士和独立人士联盟的一名成员，在2020年的市政选举中获得了47.82%的支持率。
在2017年的法国总统大选中，法国第25任总统埃马纽埃尔·马克龙在莫伯日获得了54.97%的支持率。
| 莫伯日历届市长 |                  |                                |
| 任期           | 市长             | 党派                           |
| 1944年－1945年 | 阿贝尔·米肖      | FN国民联盟                     |
| 1945年－1946年 | 克莱贝尔·勒利耶  | SFIO工人国际法国支部           |
| 1946年－1984年 | 皮埃尔·福雷      | SFIO工人国际法国支部 →PS社会党 |
| 1984年－1989年 | 让-克洛德·德卡尼 | PSD民主社会党                  |
| 1989年－1995年 | 阿兰·卡尔庞捷    | PS社会党                       |
| 1995年－2001年 | 让-克洛德·德卡尼 | UDF法国民主联盟                |
| 2001年－2014年 | 雷米·波夫洛斯    | PS社会党                       |
| 2014年－       | 阿诺·德卡尼      | UDI民主人士和独立人士联盟      |

## 人口
2017年，莫伯日市镇人口数量为29,944，在法国排名第277位。其中男性14,544人，女性15,400人，75岁及以上人口占7.4%，外籍人口数量为7,619人，人口密度为1,589人/平方公里，当地居民被称为（男性）或（女性）。2018年，莫伯日境内出生404人，死亡人口314人。
| 年份   | 1936   | 1946   | 1954   | 1962   | 1968   | 1975   | 1982   | 1990   | 1999   | 2006   | 2011   | 2016   | 2017   |
| ------ | ------ | ------ | ------ | ------ | ------ | ------ | ------ | ------ | ------ | ------ | ------ | ------ | ------ |
| 人口數 | 23,622 | 20,859 | 24,215 | 27,214 | 32,028 | 35,399 | 36,061 | 34,989 | 33,546 | 32,699 | 31,103 | 29,679 | 29,944 |

## 经济
莫伯日是一个区域性的中心城市，当地共有各类用人单位2,629家，其中98.69%为中小型企业（PME），平均历史为15年，机械、医疗及社会服务是当地的主要就业岗位类型。莫伯日雷诺工厂为当地提供了较多的就业岗位。

## 财政收入
2018年，莫伯日的财政收入总额为44,495,300欧元，财政支出总额为39,828,500欧元，当年的债务总额为86,718,000欧元。
2015年，莫伯日的人均月收入总额为2,455欧元，其中高职人员为4,089欧元，普通职员为1,767欧元。
2017年，莫伯日境内的青壮年（15至64岁）失业率为34.7%，当地25.3%的家庭拥有纳税资格。

## 社会事务

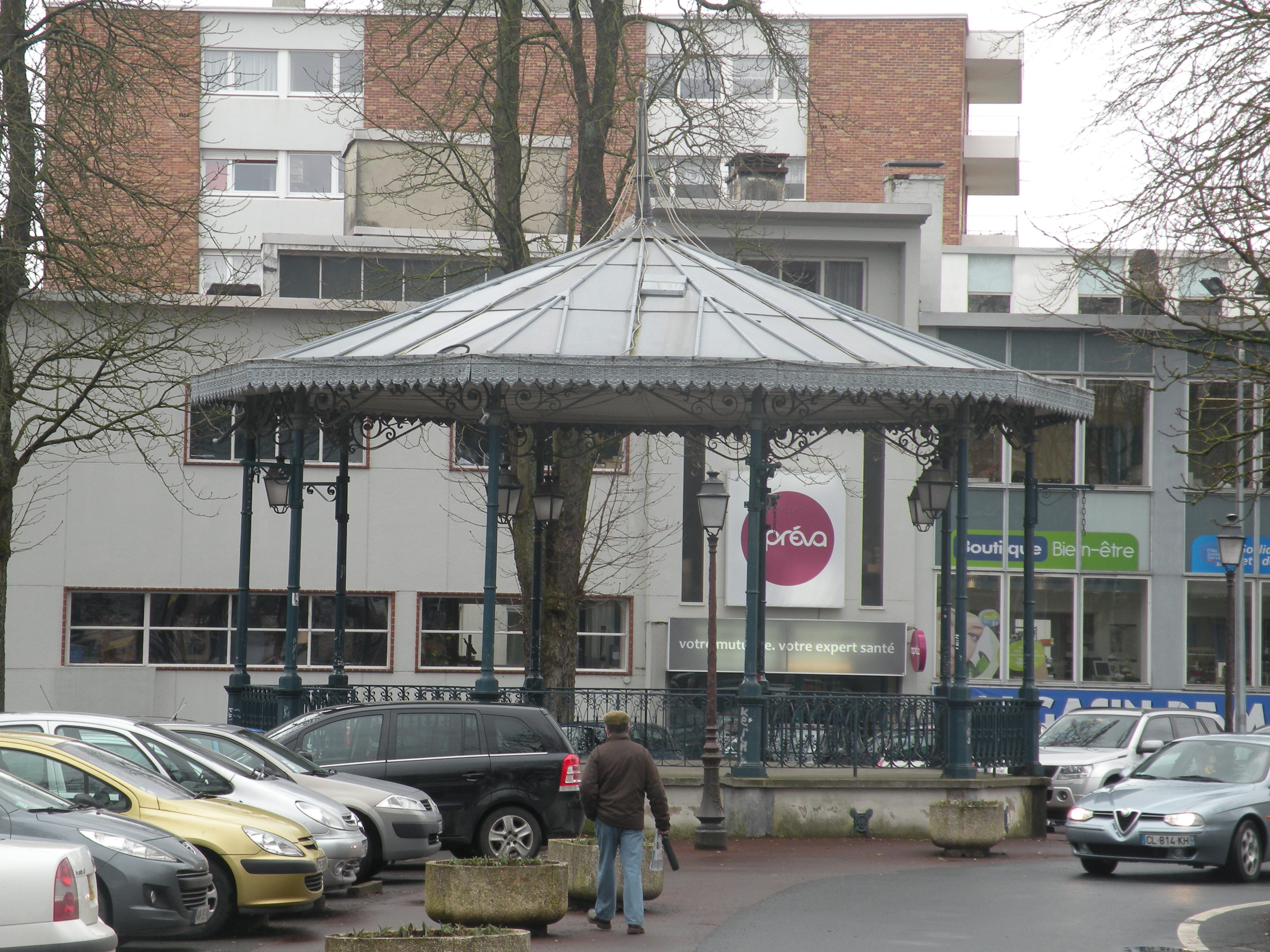
凉亭

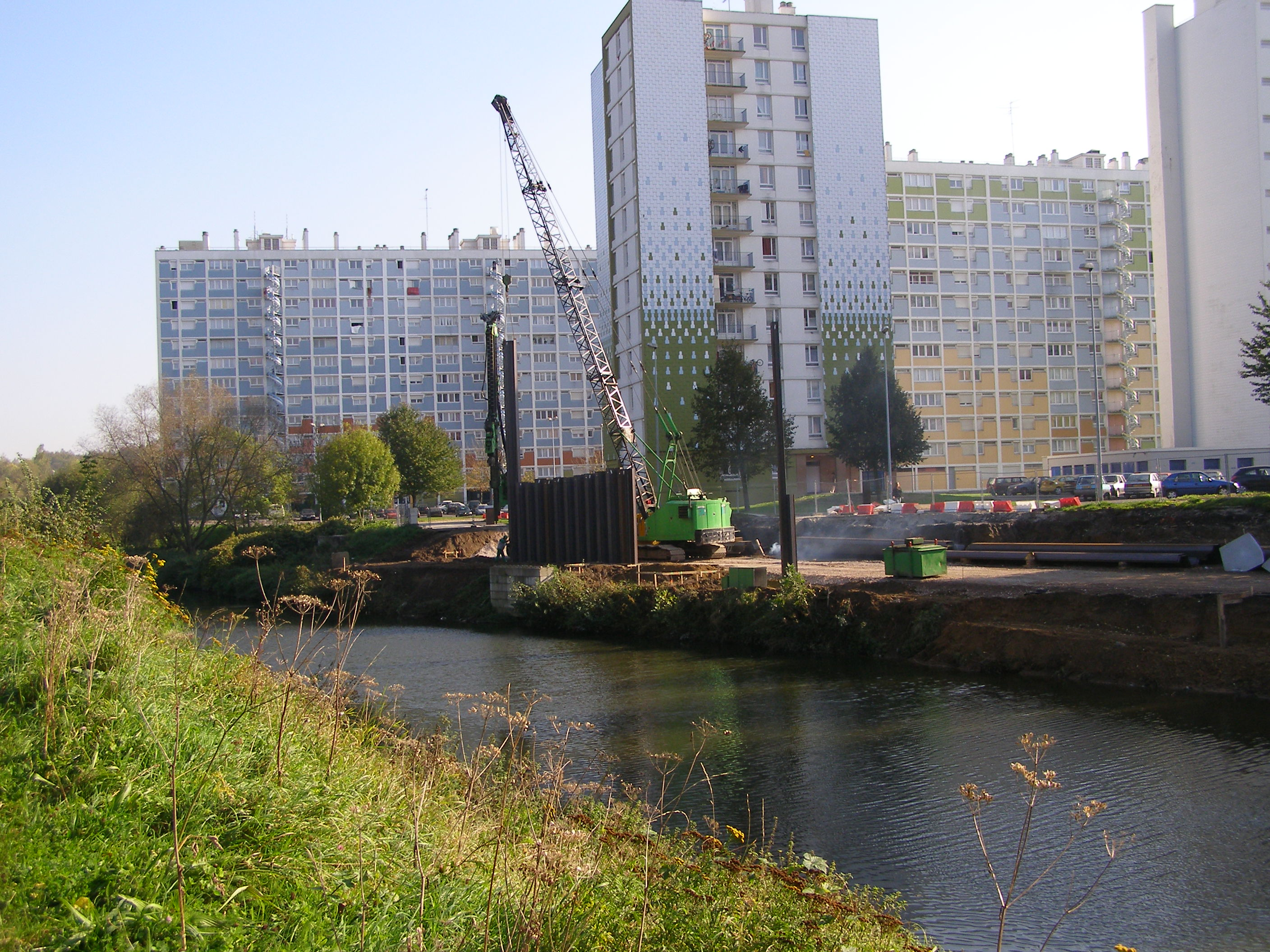
现代居民区

### 教育
莫伯日属于里尔学区。截止2019年1月1日，莫伯日境内共有9所幼儿园、13所小学、5所初级中学和4所普通高中。2018至2019学年度，莫伯日境内共有在校中等教育阶段学生5,025名。
在高等教育方面，莫伯日大学城（Pôle Universitaire de Maubeuge）是当地的一处教育园区，上法兰西理工大学下属的一个大学技术学院（IUT）和一个材料实验室位于其境内。

### 医疗
截止2019年1月1日，莫伯日境内共有全科医生26名、保健师37名、牙医14名、护士99名、耳科医生5名、眼科医生5名、皮肤科医生2名、助产士3名、儿科医生4名和妇科医生5名。境内共有药房14家、养老院4家、残疾人帮扶中心4家。
莫伯日属于桑布尔-阿韦努瓦中心医院（Centre hospitalier de Sambre-Avesnois）的服务范围，后者是法国的一个区域性医疗机构，其主病区位于莫伯日市区，设有床位413个，是当地规模最大的公立综合性医院。

### 住房
2017年，莫伯日境内共有各类住房14,198套，其中55.8%为独立式居民区，主要分布于市区北部和西南部；42.9%为集中式居民区，主要分布于市中心。常住房屋占莫伯日市镇范围内居民建筑总量的89.2%。

### 商业
2018年，莫伯日境内共有各类商铺1,327家，其中餐饮服务类561家。市区北部建有大型开放式商业街区。

### 体育
2019年，莫伯日境内共有1家游泳池、7间体育馆、2座综合体育场、9处网球场、1处马术场、6处足球或橄榄球场以及1处篮球或排球场。
莫伯日体育联盟是当地的一支足球队，成立于1936年，2020至2021赛季参加法國全國丙組聯賽（法戊），其主场莱奥·拉格朗日球场（Stade Léo Lagrange）可容纳超过4,100名观众，是当地主要的体育设施。

### 环境
莫伯日的环境事务由其所属的公共社区负责。2018年，莫伯日境内共有7家污染企业。

### 治安
2014年，莫伯日及附近地区共发生各类案件4,410起，其中盗窃类案件2,824起，经济类案件250起，毒品交易类案件321起。

## 文化
2019年，莫伯日境内共有1家剧场、1家电影院、1家博物馆和1家音乐厅。莫伯日市政府提供多媒体中心，向公众全年开放。

### 建筑
莫伯日境内有多处法国国家文物保护单位，其中莫伯日城墙遗址、莫伯日圣伯多禄和圣保罗教堂等为当地的代表性建筑物。

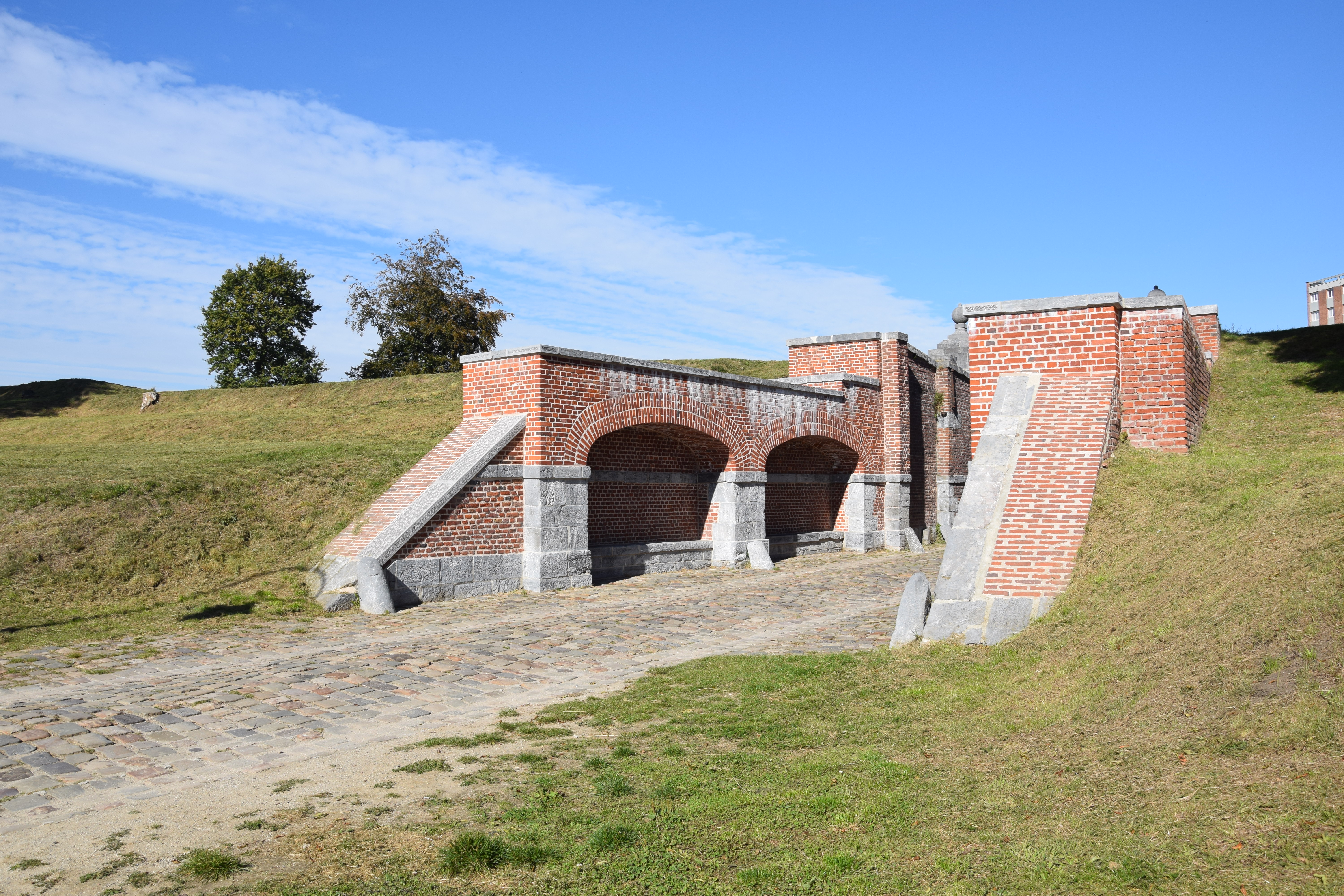
莫伯日城墙（法语：Enceinte de Maubeuge）
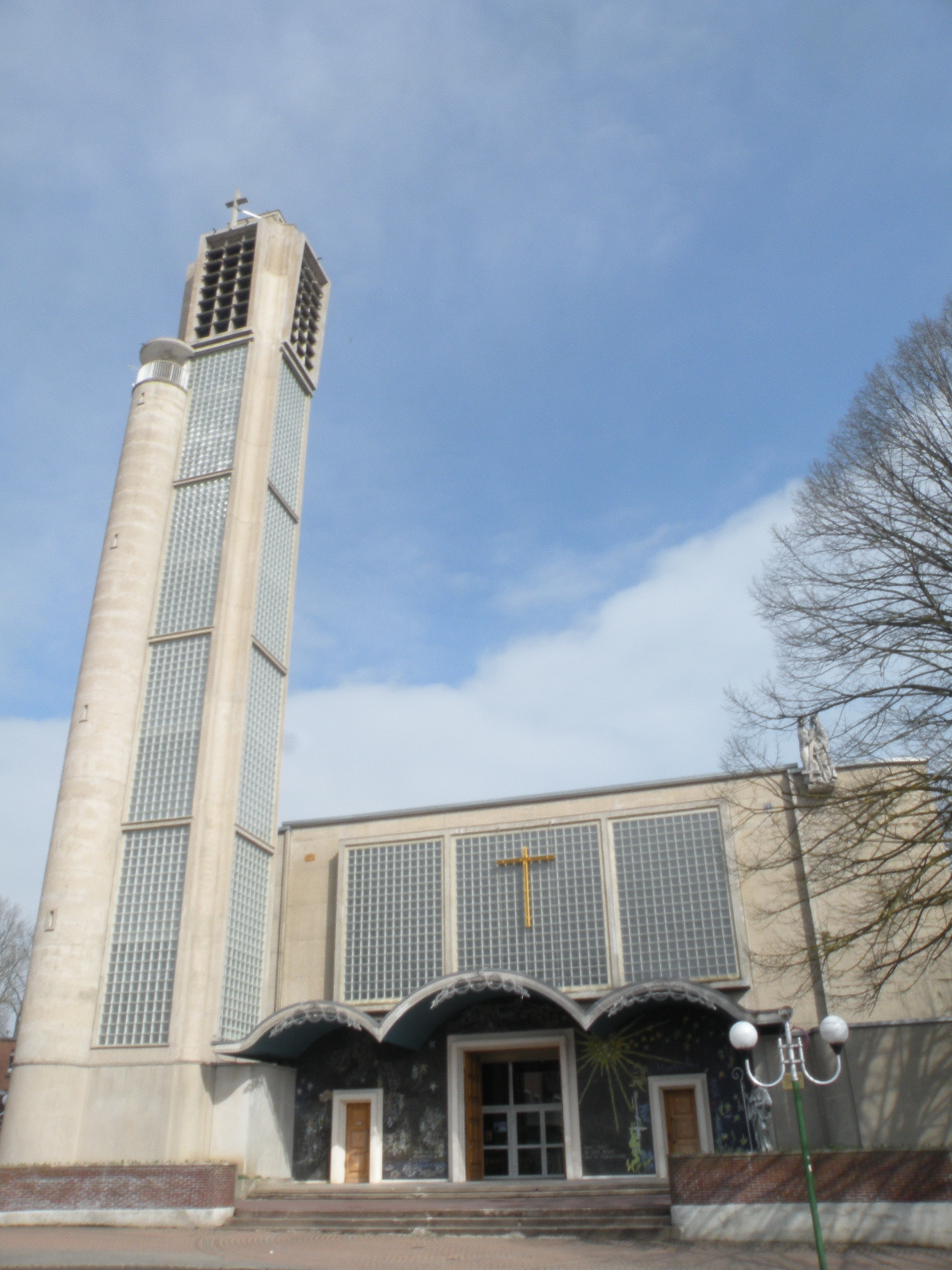
圣伯多禄和圣保罗教堂（法语：Église Saint-Pierre-et-Saint-Paul de Maubeuge）
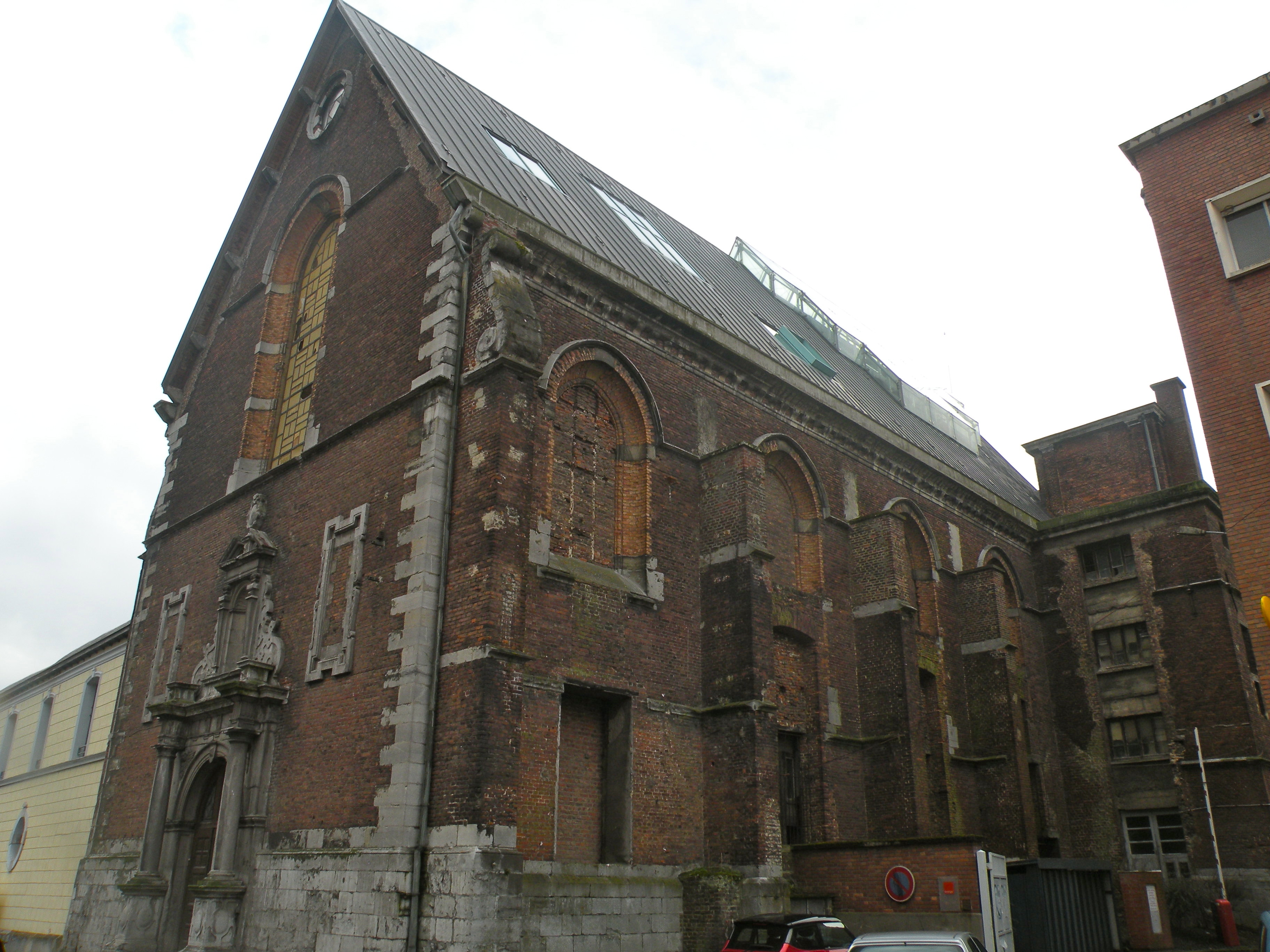
耶稣教堂
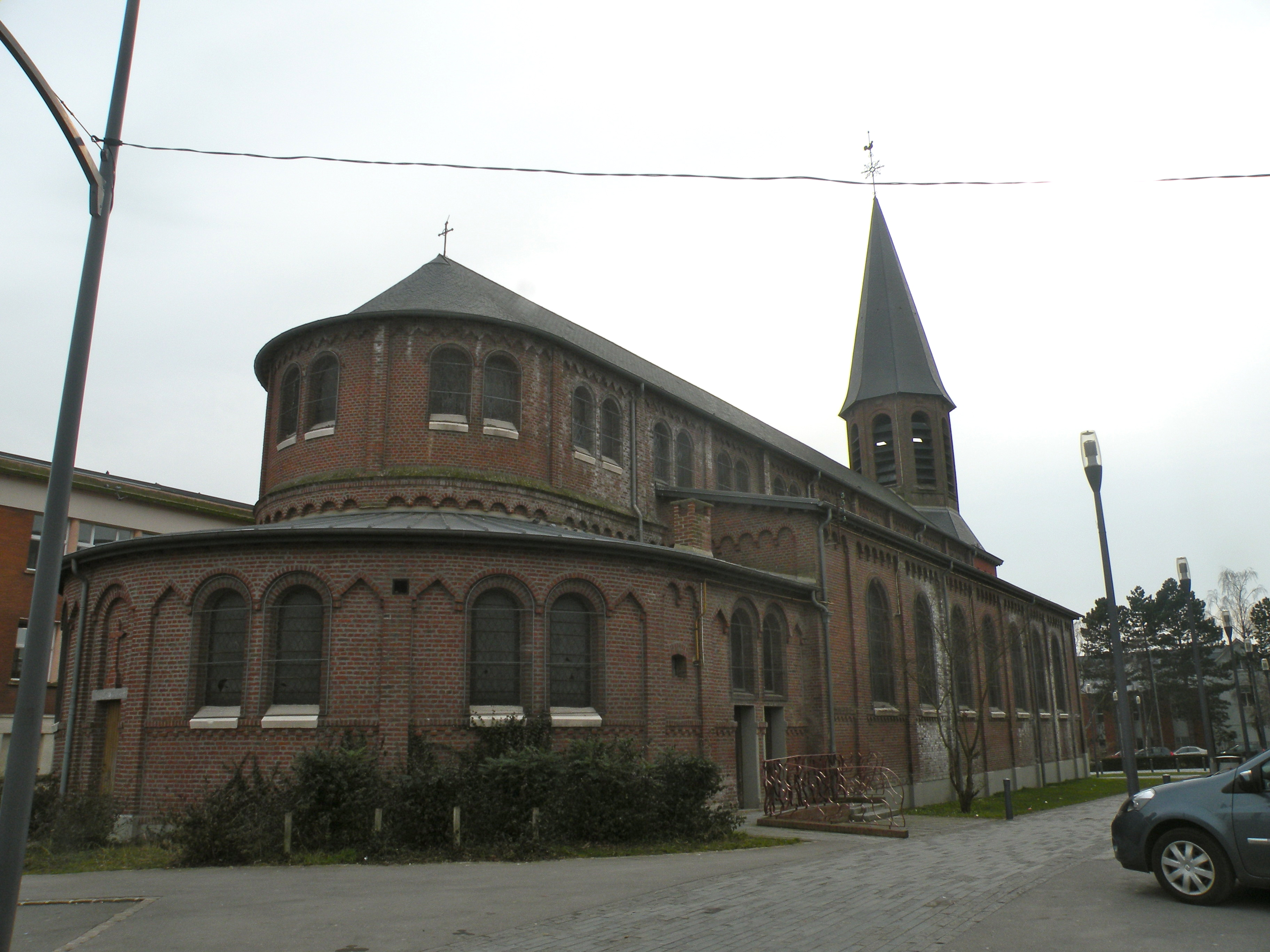
圣母教堂
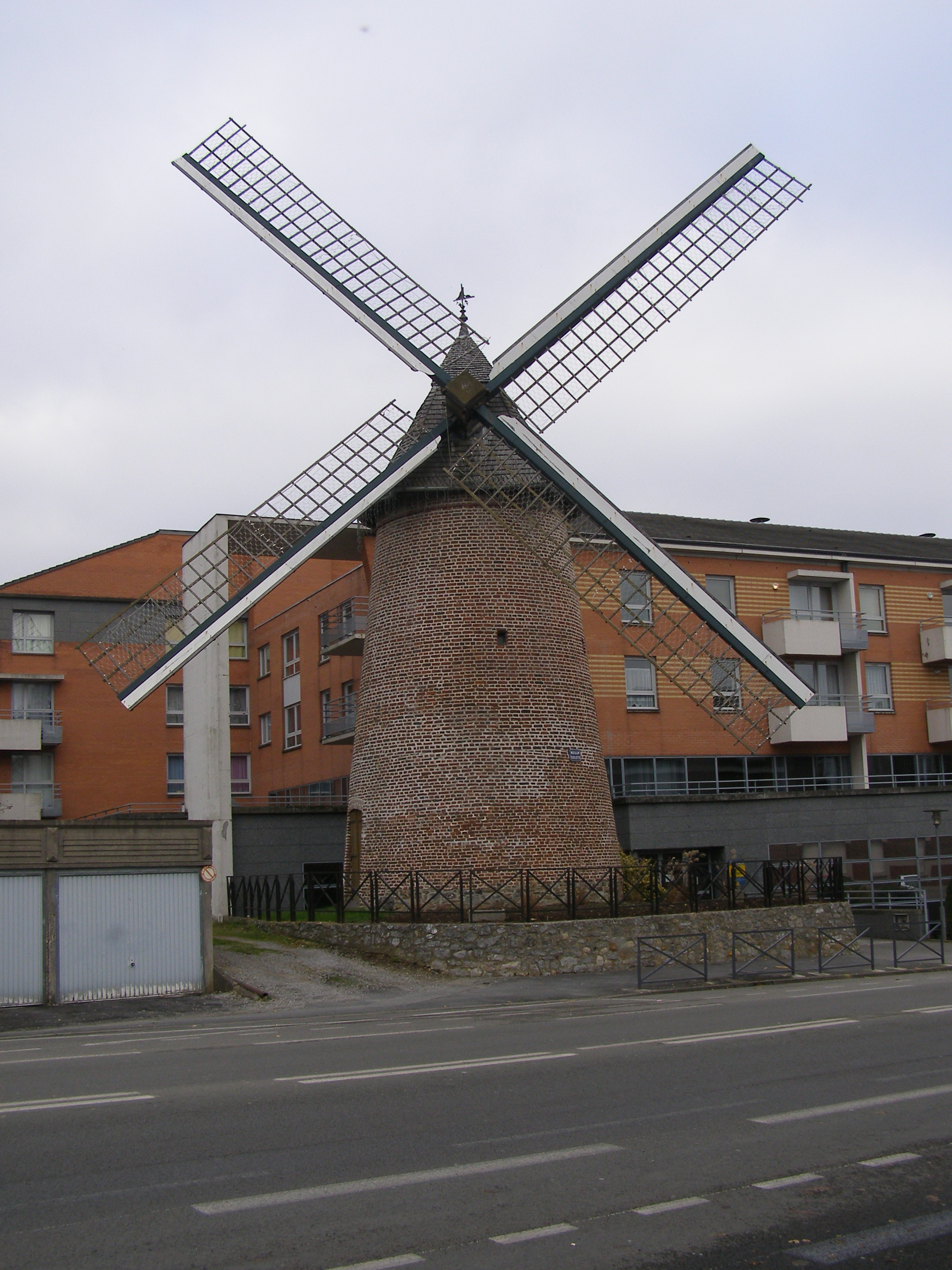
莫伯日的一处磨坊

### 旅游
莫伯日的旅游事务由其所属的公共社区负责。2020年，莫伯日境内共有4家宾馆共计199间房间，另有1个露营地，可容纳共91辆露营车。

### 媒体
法国主要的媒体均可在莫伯日接收，法国电视三台下属的上法兰西大区频道在部分时段播出莫伯日所属区域的地方新闻。

## 相关人物
法国足球运动员达尼埃尔·莫雷拉和本傑明·帕瓦德出生于莫伯日。

## 友好城市
截至2020年11月，莫伯日共与三座城市互为友好城市关系：
- 德国 拉廷根
- 比利时 维尔福德
- 巴马科